# Base Jang Bogo
La base Jang Bogo (en coreano: 장보고과학기지) es una estación permanente de investigación científica de Corea del Sur en la Antártida. Se ubica a 74°37′S 164°12′E / -74.617, 164.200 en la bahía Terra Nova en la costa Borchgrevink de la Tierra de Victoria, cerca de la base italiana Zucchelli. La base lleva el nombre de Jang Bogo un gobernante marítimo de Corea en el siglo VIII y es administrada por el Instituto de Investigación Polar de Corea.
Es la segunda base de Corea del Sur en la Antártida y fue completada el 12 de febrero de 2014. La estación posee capacidad para 15 personas en temporada invernal y 60 en verano, con 4000 m² de edificación, por lo que es una de las más grandes bases permanentes en la Antártida.
Fue construida por Hyundai Engineering & Construction con material embarcado de Busan a Lyttelton en Nueva Zelanda, y luego transferido al rompehielos coreano RS Araon. 